# Arbiona Bajraktari
Arbiona Bajraktari (* 10. September 1996 in Suhareka, Bundesrepublik Jugoslawien, heute Kosovo) ist eine albanisch-kosovarische Fußballspielerin.

## Karriere
Von 2014 bis 2015 spielte Bajraktari für den Verein Kukësi. Seit 2015 steht sie bei Vllaznia unter Vertrag und absolvierte bisher 20 Einsätze. Ebenfalls seit 2015 ist sie Teil der albanischen Nationalmannschaft, für die sie 18 Einsätze verzeichnete und dabei ein Tor erzielte.